# Tony Earl
Anthony Scully Earl (Lansing, 12 aprile 1936 – Madison, 23 febbraio 2023) è stato un politico e avvocato statunitense, governatore del Wisconsin dal 1983 al 1987.